# Ratułów
Ratułów ist ein Dorf der Gemeinde Czarny Dunajec im Powiat Nowotarski der Woiwodschaft Kleinpolen in Polen in der Region Podhale. Das Dorf liegt im Gebirgszug des Pogórze Gubałowskie ca. 15 km nördlich von Zakopane und 10 km südlich von Nowy Targ. Durch den Ort fließt der Gebirgsbach Bystry.

## Sehenswürdigkeiten
Der Ort wurde 1605 gegründet. Der Ortsname geht auf Ratułda zurück, der ein Gutsherr im Podhale war. Der Ort ist für seine Handwerkskunst und Folklorekapelle Tatry bekannt. Im Ort befindet sich eine moderne Kirche.

## Tourismus
Es geht in Ratułów ruhiger zu als in den benachbarten Skiorten Zakopane oder Kościelisko. Die touristische Infrastruktur wird ausgebaut. 

### Wintersport
Im Ort gibt es mehrere kleinere Liftanlagen.

## Galerie

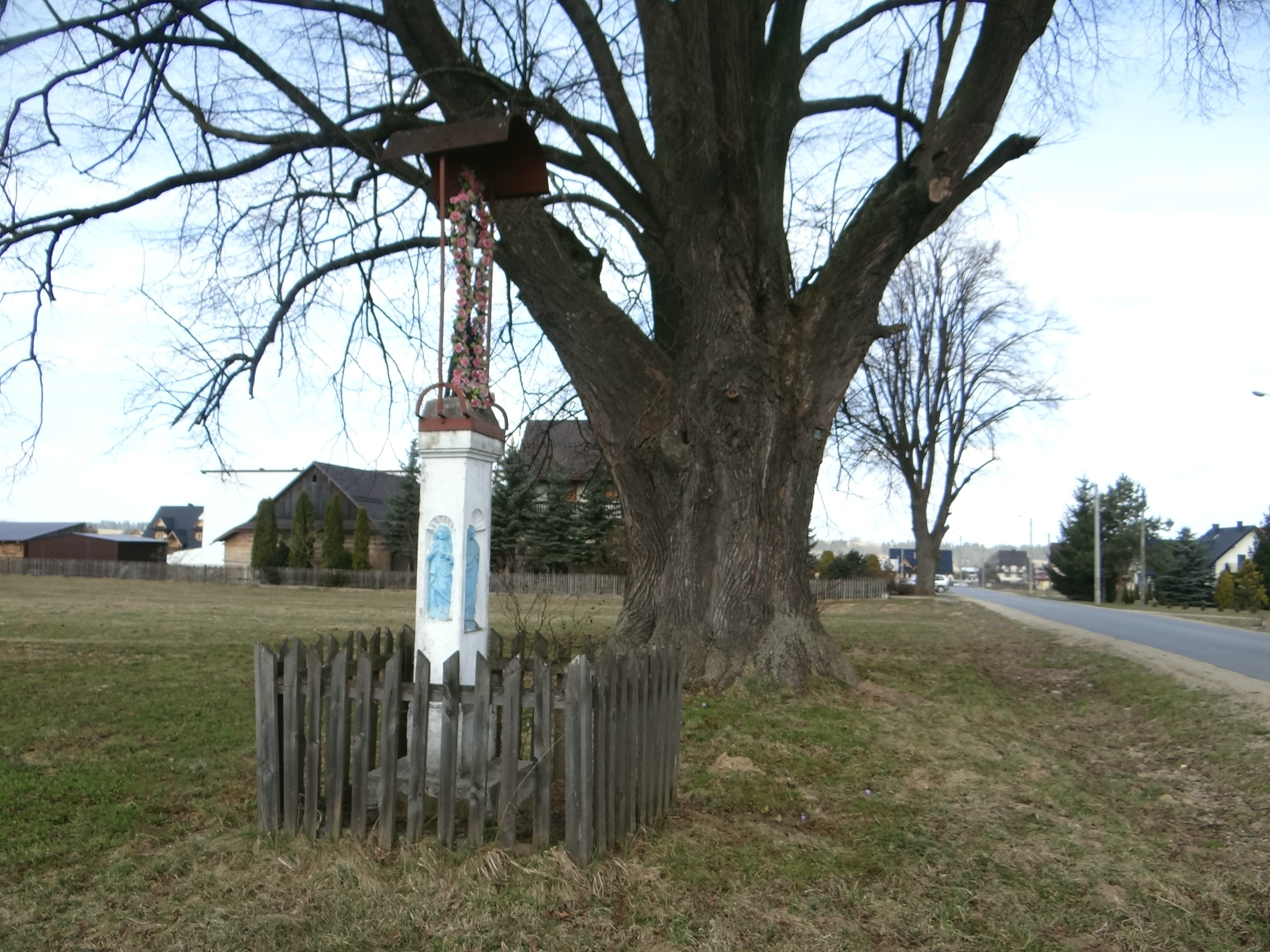
Kapelle
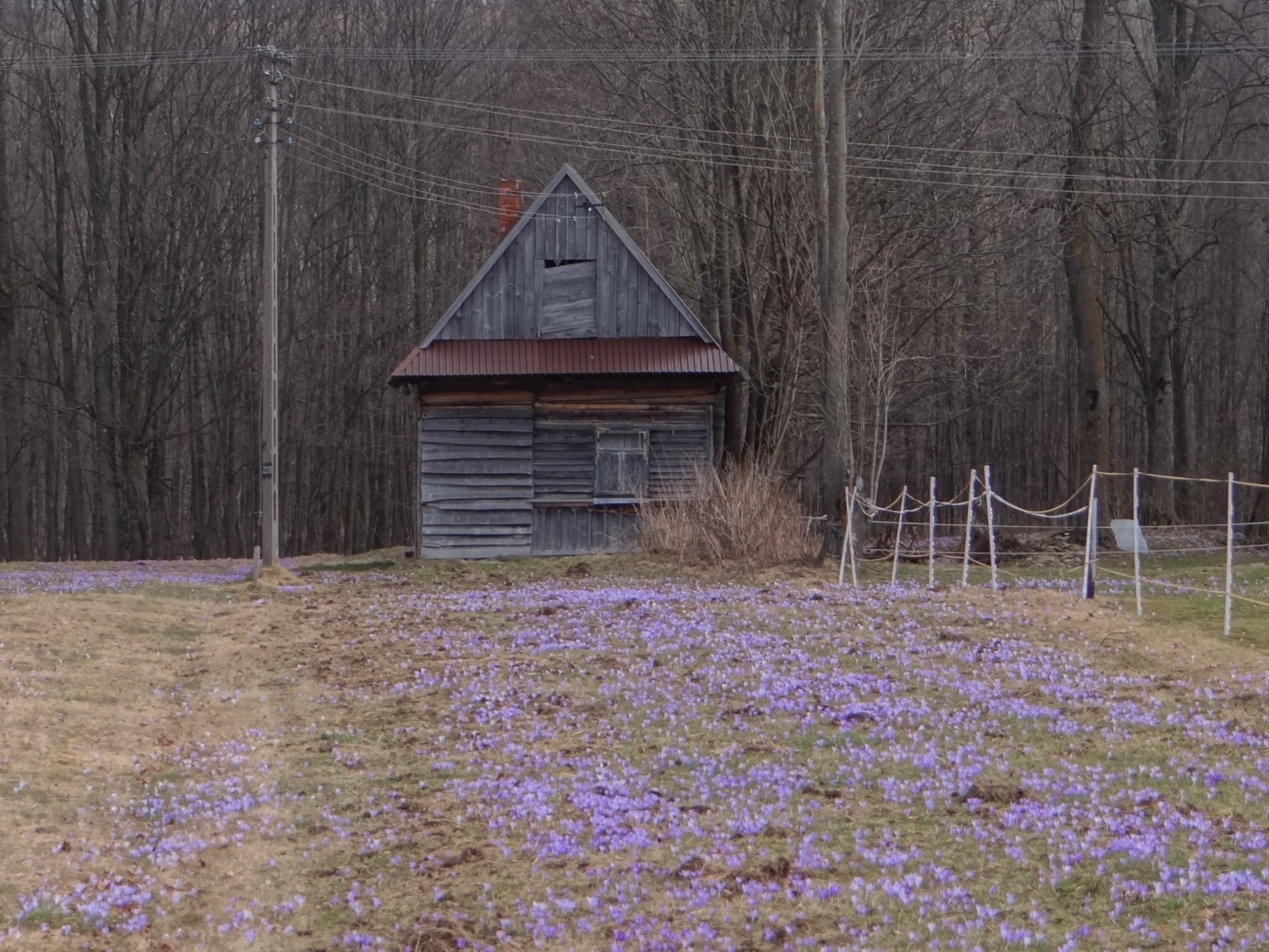
Krokusen
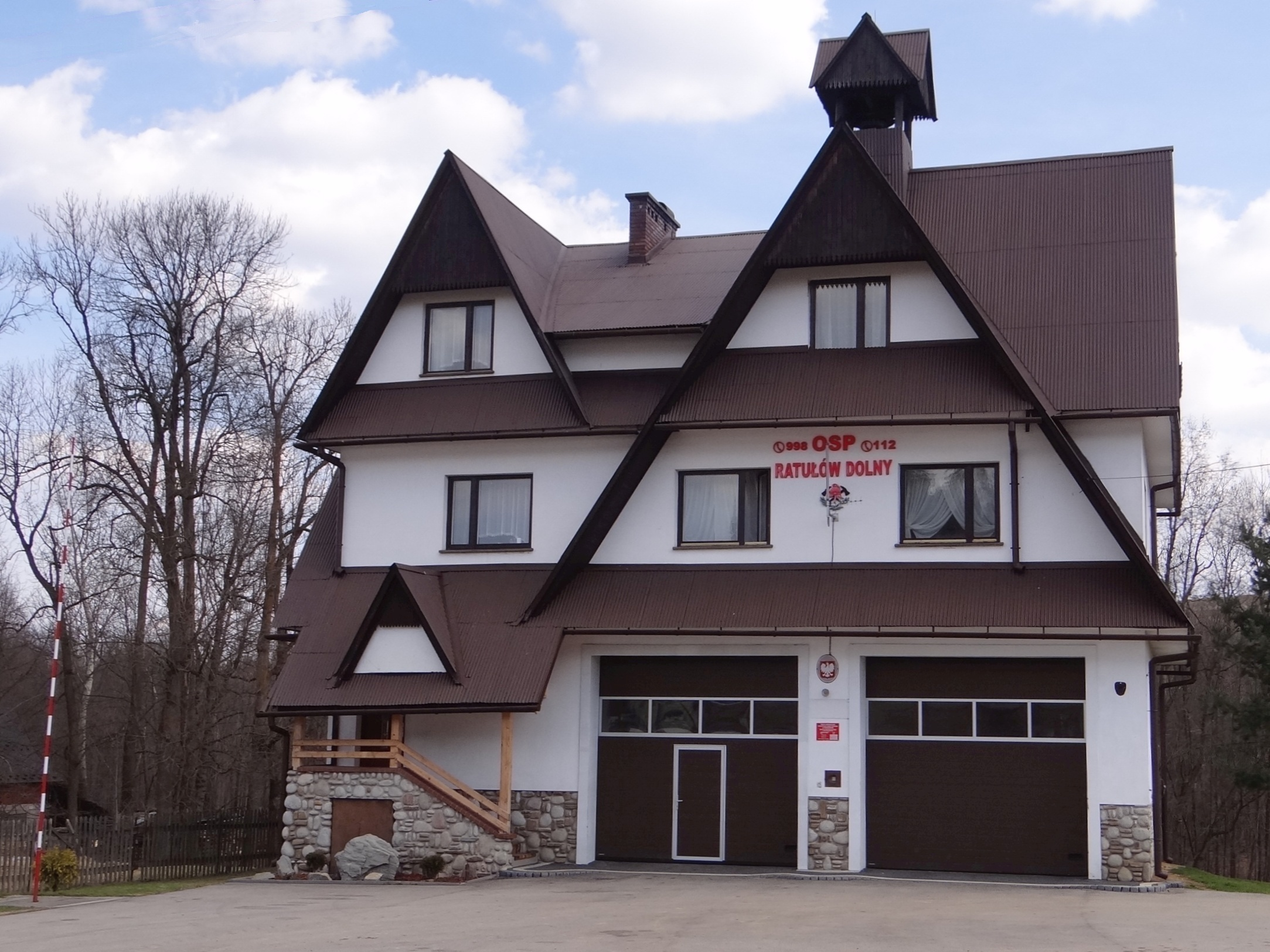
Feuerwehr